# Катастрофа Ил-62 в Берлине
Катастрофа Ил-62 в Берлине — авиационная катастрофа, произошедшая в субботу 17 июня 1989 года в аэропорту Берлин-Шёнефельд с Ил-62М компании Interflug, при этом погибли 22 человека, ещё 50 получили ранения 

## Самолёт
Ил-62М с заводским номером 2850324 и серийным 50-02 был выпущен Казанским авиационным заводом в 1988 году и затем продан в ГДР. Там он получил регистрационный номер DDR-SEW и с 9 августа начал эксплуатироваться авиакомпанией Interflug. На день катастрофы совершил 546 циклов «взлёт-посадка» и налетал 1939 часов.

## Экипаж
- Командир воздушного судна (КВС) — 52-летний Вернер Перлик (нем. Werner Perlick). Налетал 7796 часов (на Ил-62).
- Второй пилот — Юрген Х. (нем. Jürgen H.). Налетал 8947 часов.
- Штурман — Эрих Т. (нем. Erich T.). Налетал 16 649 часов.
- Бортинженер — 46-летний Манфред Ш. (нем. Manfred Sch.). Налетал 10 627 часов.

В салоне самолёта работали 6 бортпроводников.

## Катастрофа
Самолёт выполнял пассажирский рейс IF-102 из Берлина (ГДР) в Москву (СССР), на его борту находились 10 членов экипажа и 103 пассажира. В 08:15 авиалайнер начал руление к полосе 25L и вскоре занял исполнительный старт. После получения разрешения на взлёт рейс 102 начал разгон по полосе. Когда была достигнута скорость подъёма носовой стойки, командир понял, что та не поднимается. Скорость достигла 220 км/ч, когда было принято решение прервать взлёт, поэтому командир сказал бортинженеру активировать реверс. Однако бортинженер по ошибке лишь перевёл все четыре двигателя на режим малого газа, не включив при этом реверс на крайних двигателях, а также не выпустил спойлеры, из-за чего тормозной эффект был недостаточным. В 08:28 Ил-62 на большой скорости выкатился за пределы полосы 25L, врезался в резервуар с водой, а затем в лесополосу, после чего горящим выкатился на кукурузное поле, где и остановился.
Службы аэропорта не знали, что самолёт не смог остановиться в пределах полосы  и выкатился на поле. Поэтому раненным поначалу приходилось добираться до больниц на попутном транспорте. В результате катастрофы погиб 21 пассажир: 15 на месте, 2 во время транспортировки в больницы и 4 в больницах. Также погиб один человек на земле, ставший 22-й жертвой.

## Причины
Во время взлёта при попытке поднять носовую стойку командир экипажа понял, что произошёл отказ рулей высоты. В 1970 году он уже сталкивался с такой проблемой в московском аэропорту Шереметьево, но в тот раз самолёт успел остановиться на полосе. Однако в данном случае бортинженер по ошибке не включил реверс, из-за чего торможение было недостаточно эффективным. Бортинженер был обвинён в непредумышленном убийстве, но 5 ноября 1997 года на открытом судебном заседании был оправдан. Следствие пришло к заключению, что на остановку самолёта оставалось 10 секунд. Поскольку в авиакомпании недостаточно уделяли внимания по тренировкам экипажей в сложившейся ситуации. В результате Манфред запаниковал, что и привело к ошибкам в действиях. Ошибкой службы аэропорта было то, что на схемах не указывались находящиеся за полосой препятствия: резервуары с водой и деревья.